# Fladså, Själland
Fladså är ett vattendrag i Danmark. Det ligger i regionen Region Själland, i den sydöstra delen av landet. Fladså ligger på ön Sjælland.
Som många vattendrag rättades ån under 1800-talet, vilket påverkade fiskbeståndet av bland annat öringen negativt. Ån är en av bara två vattendrag på Själland med ett ursprungligt öringbestånd. Ett projekt med att sätta ut brackvattensgädda startade 2023 